# Lipov Dol
Lipov Dol (makedonska: Липов Дол) är ett periodiskt vattendrag i Nordmakedonien. Det rinner genom kommunen Sveti Nikole, i den centrala delen av landet, 40 kilometer öster om huvudstaden Skopje.